# 줄리엣 루이스
줄리엣 루이스(Juliette Lewis, 1973년 6월 21일 ~ )는 미국의 배우, 음악가이다. 특이한 성격의 인물 묘사로 유명하며, 어두운 주제를 지닌 작품에 자주 나온다. 1990년대 초 주로 독립 영화와 예술 영화에서 활약하며 미국 영화계에서 소위 잇 걸(it girl)로 각광 받았다. 아카데미상과 골든 글로브상에 한 번씩, 프라임타임 에미상에 두 번 후보 지명되었다.
배우 제프리 루이스의 딸로 태어나 14살 때 텔레비전 연기자로 출발하였다. 《새엄마는 외계인》(1988)에서 작은 역할을 맡으며 영화계에도 진출하였다. 마틴 스코세이지가 연출한 《케이프피어》(1991)로 1992년 제64회 아카데미상 여우조연상 후보에 오르며 주목 받았다. 이어 《부부 일기》(1992), 《칼리포니아》(1993), 《길버트 그레이프》(1993), 《올리버 스톤의 킬러》(1994), 《스트레인지 데이즈》(1995), 《황혼에서 새벽까지》(1996) 등에 출연하였다.
텔레비전 영화 《히스테리컬 블라인드니스》(2002)로 2003년 제55회 프라임타임 에미상 TV 영화 부문 여우조연상 후보로 뽑혔다. 이후 《이너프》(2002), 《콜드 크릭》(2003), 《올드 스쿨》(2003), 《스타스키와 허치》(2004)와 같은 주류 영화도 활발하게 작업하였다.
2003년 록 밴드 줄리엣 앤드 더 릭스를 결성해 보컬로 공연하면서 음악 활동을 병행하기 시작하였다. 2009년을 기점으로 따로 솔로 음반도 내고 있다.
2010년대부터 영화보다 텔레비전 위주로 일하여 《웨이워드 파인즈》(2015), 《비밀과 거짓말》(2015-16), 《웰컴 투 치펜데일》(2022), 《옐로우재킷》(2021-23)과 같은 텔레비전 시리즈에 등장하였다. 같은 시기에 찍은 영화로는 《컨빅션》(2010), 《스위치》(2010), 《어거스트: 가족의 초상》(2013), 《마》(2019) 등이 있다.

## 영상 목록

### 영화
- 새엄마는 외계인 (1988)
- 크리스마스 대소동 (1989)
- 케이프피어 (1991)
- 부부 일기 (1992)
- 칼리포니아 (1993)
- 길버트 그레이프 (1993)
- 올리버 스톤의 킬러 (1994)
- 스트레인지 데이즈 (1995)
- 황혼에서 새벽까지 (1996)
- 클레어 작전 (2001, Picture Claire)
- 히스테리컬 블라인드니스 (2002, Hysterical Blindness)
- 이너프 (2002)
- 콜드 크릭 (2003)
- 올드 스쿨 (2003)
- 스타스키와 허치 (2004)
- 컨빅션 (2010)
- 스위치 (2010)
- 어거스트: 가족의 초상 (2013)
- 너브 (2016)
- 마 (2019)

### 텔레비전
- 웨이워드 파인즈 (2015)
- 비밀과 거짓말 (2015-16)
- 웰컴 투 치펜데일 (2022)
- 옐로우재킷 (2021-23)

## 음반 목록

### 줄리엣 앤드 더 릭스

#### 정규 음반
- You're Speaking My Language (2005)
- Four on the Floor (2006)

#### EP
- …Like a Bolt of Lightning (2004)

### 줄리엣 루이스

#### 정규 음반
- Terra Incognita (2009)

#### EP
- Future Deep (2017)